# Богдановка (Новоукраинский район)
Богдановка (укр. Богданівка) — село в Тишковской сельской общине Новоукраинского района Кировоградской области Украины.
До 2020 года входило в Добровеличковский район
Население по переписи 2001 года составляло 40 человек. Почтовый индекс — 27013. Телефонный код — 5253. Занимает площадь 0,36 км². Код КОАТУУ — 3521786003.